# Utetheisa brunneomarginata
Utetheisa brunneomarginata är en fjärilsart som beskrevs av Stett.-statt. 1939. Utetheisa brunneomarginata ingår i släktet Utetheisa och familjen björnspinnare. Inga underarter finns listade i Catalogue of Life.